# Chrysoteuchia mandschuricus
Chrysoteuchia mandschuricus là một loài bướm đêm trong họ Crambidae.